# 全国ホープス卓球大会
全国ホープス卓球大会（ぜんこくホープスたっきゅうたいかい）は日本の卓球の大会。小学生以下の団体戦日本一決定戦である。ロート製薬協賛のためロートカップとして開催。

## 概要
- 小学生以下の団体戦日本一決定戦。
- 各都道府県の予選などを勝ち抜いたチームが参加し、1チームは選手3 - 4名で構成。
- 小学2年生以下の選手も出場するが、バンビ用の低い台 (66cm) ではなく、一般の台で試合を行う。

## 歴代優勝クラブ
| 開催年 | 開催回 | 開催地                       | 男子                         | 女子                            |
| ------ | ------ | ---------------------------- | ---------------------------- | ------------------------------- |
| 2006年 | 第24回 | 東京体育館                   | ピンテックA（愛知）          | 仙台ジュニアクラブ（宮城）      |
| 2007年 | 第25回 | 東京体育館                   | 石田クラブ（福岡）           | 新発田ジュニア（新潟）          |
| 2008年 | 第26回 | 東京体育館                   | 城山ひのくにジュニア（熊本） | 美鷹クラブ（東京）              |
| 2009年 | 第27回 | 東京体育館                   | 城山ひのくにジュニア（熊本） | 美鷹クラブ（東京）              |
| 2010年 | 第28回 | 東京体育館                   | 卓伸クラブ（愛知）           | ピンテック（愛知）              |
| 2011年 | 第29回 | 東京体育館                   | 仙台ジュニアクラブ（宮城）   | 石田卓球クラブ（福岡）          |
| 2012年 | 第30回 | 東京体育館                   | 城山ひのくにジュニア（熊本） | ミナミラボ（福井）              |
| 2013年 | 第31回 | 東京体育館                   | 浜寺アスリート倶楽部（大阪） | ALL STAR（兵庫）                |
| 2014年 | 第32回 | 東京体育館                   | 仙台ジュニアクラブ（宮城）   | ALL STAR（兵庫）                |
| 2015年 | 第33回 | 東京体育館                   | 仙台ジュニアクラブ（宮城）   | フェニックス卓球クラブA（福井） |
| 2016年 | 第34回 | 東京体育館                   | ねや卓球クラブ（岡山）       | フェニックス卓球クラブA（福井） |
| 2017年 | 第35回 | 東京体育館                   | 田阪卓研（京都）             | 石田卓球クラブ（福岡）          |
| 2018年 | 第36回 | 八王子市総合体育館           | T.Cマルカワ（岡山）          | 卓伸クラブ（愛知）              |
| 2019年 | 第37回 | 山梨県小瀬スポーツ公園体育館 | 田阪卓研（京都）             | 石田卓球クラブ（福岡）          |
| 2020年 | 第38回 | 中止                         | 中止                         | 中止                            |
| 2021年 | 第39回 | 京都市体育館                 | 新発田ジュニア（新潟）       | ヒゴ鏡卓球クラブ（熊本）        |
| 2022年 | 第40回 | 東京体育館                   | 羽佳卓球倶楽部（東京）       | 石田卓球N（福岡）               |
| 2023年 | 第41回 | 東京体育館                   | ファースト卓球S（東京）      | マイダス（千葉）                |
| 2024年 | 第42回 | 東京体育館                   | グランスター（愛知）         | 姚JTC（愛知）                   |
| 2025年 | 第43回 | 八王子市総合体育館           |                              |                                 |